# Bieganów (województwo dolnośląskie)
Bieganów (niem. Biehals) – wieś w Polsce, położona w województwie dolnośląskim, w powiecie kłodzkim, w gminie Nowa Ruda.

## Położenie
Bieganów to niewielka wieś o rozproszonej zabudowie leżąca we Wzgórzach Włodzickich, w dolinie potoku Szczyp, na południowo-zachodnich zboczach Góry Świętej Anny.

## Podział administracyjny
| SIMC    | Nazwa    | Rodzaj     |
| ------- | -------- | ---------- |
| 0854021 | Zagórzyn | przysiółek |

W latach 1975–1998 miejscowość administracyjnie należała do województwa wałbrzyskiego.

## Historia
Początki Bieganowa nie są znane, pierwsza wzmianka o miejscowości pochodzi 1499 roku. W 1748 roku wieś należała do barona von Larisha, był tam wtedy folwark. W 1765 roku w Bieganowie było 26 gospodarstw i 4 warsztaty rzemieślnicze. W 1787 roku miejscowość należała do rodziny von Stillfried z Nowej Rudzy i liczyła 34 budynki. W pierwszej połowie XIX wieku Biaganów należał do hrabiego von Magnisa, w tym czasie miejscowość znacznie się rozwinęła, w roku 1840 było w niej 60 domów i gorzelnia. Prawie wszyscy mieszkańcy zajmowali się tkactwem, istniały tu 42 warsztaty wytwarzające tkaniny bawełniane i 23 przetwarzające len. Po upadku tkactwa chałupniczego mieszkańcy znaleźli pracę w kopalniach Nowej Rudy. Po 1945 roku Bieganów stopniowo wyludniał się, w 1978 roku było tu 43 gospodarstw rolnych, w 1988 roku ich liczba zmalała do 19.

## Nazwa
Według Heinricha Adamy'ego nazwa wywodzi się od polskiej nazwy koloru białego. W swoim dziele o nazwach miejscowości na Śląsku wydanym w 1888 roku we Wrocławiu wymienia jako najstarszą zanotowaną nazwę Bielawy podając jej znaczenie "Weisbach" czyli po polsku "Biały potok, strumień". Niemcy fonetycznie zgermanizowali nazwę na Biehals w wyniku czego utraciła ona swoje znaczenie. Po II wojnie światowej polska administracja spolonizowała wcześniejszą zgermanizowaną nazwę na „Bieganów” w wyniku czego nie ma ona obecnie związku z pierwotnym znaczeniem.

## Demografia
Dawniej, wieś liczyła nawet 400 osób. Jednak w ostatnich dziesięcioleciach następowało stopniowe wyludnienie. Według Narodowego Spisu Powszechnego (III 2011 r.) wieś liczyła tylko 30 osób. Obecnie jest to najmniejsza miejscowość gminy Nowa Ruda.

## Infrastruktura
W roku 2010 do wsi podłączono sieć wodociągową, która ułatwiła mieszkańcom zaopatrzenie w wodę.

## Szlaki turystyczne
Przez górną część Bieganowa przechodzi  szlak turystyczny z Nowej Rudy na Górę Świętej Anny.